# Guido Monzino
Guido Monzino (Milano, 2 marzo 1928 – Milano, 11 ottobre 1988) è stato un alpinista ed esploratore italiano.

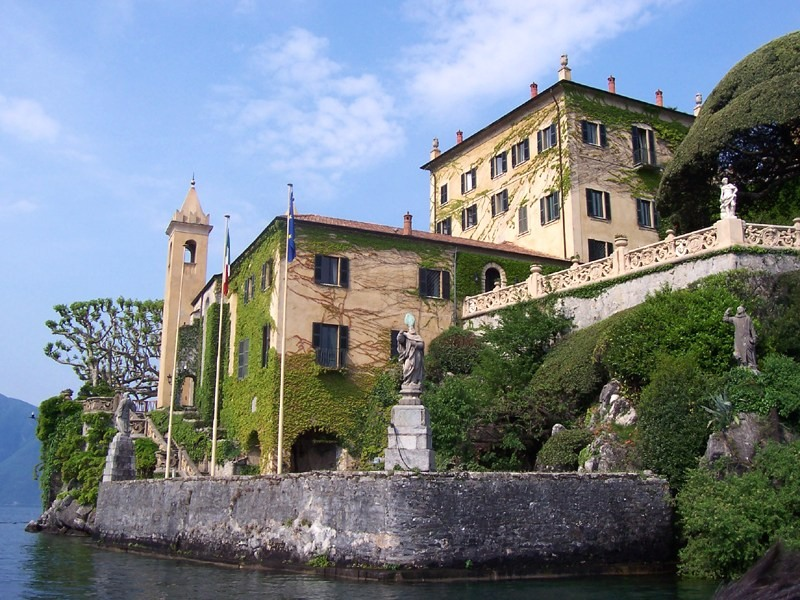
Villa del Balbianello appartenuta a Guido Monzino

È noto per aver organizzato la prima spedizione italiana che ha scalato l'Everest nel 1973, e la prima spedizione italiana, e la seconda al mondo dopo Wally Herbert, ad aver raggiunto via terra il polo nord, piantando il tricolore il 19 maggio 1971.

## Biografia
Nacque da Franco Monzino, fondatore dei grandi magazzini Standa, e da Matilde Alì d'Andrea-Peirce, nobildonna siciliana. Passò l'infanzia a Moltrasio, sul lago di Como, dove la famiglia possedeva una villa.
Dopo aver concluso il liceo classico, iniziò a lavorare nell'azienda del padre divenendo direttore generale, carica che ricoprì sino al 1966 quando il gruppo fu rilevato dalla Montedison. Alla metà degli anni cinquanta, quasi per caso, iniziò la sua passione per la montagna: in seguito a una scommessa salì il Cervino, accompagnato dal celebre alpinista Achille Compagnoni.
Fu successivamente autore di grandi imprese alpinistiche e sociali: 21 spedizioni in tutto il mondo, fra cui la prima e fino ad oggi unica impresa che ha raggiunto il Polo Nord con slitte trainate da cani e con equipaggiamento originale confezionato dagli eschimesi di Qaanaaq nel 1971; la prima ascensione italiana all'Everest nel 1973; il lascito al FAI della straordinaria Villa Balbianello sul lago di Como; la donazione di una tenuta al Governo cileno per l'ampliamento del Parco del Cerro Paine, la realizzazione del Rifugio Monzino per le guide di Courmayeur che dedicò al padre Franco Monzino.
Morì a Milano per un infarto, e la sua tomba si trova al Balbianello.
Le sue spedizioni, condotte senza lesinare tempo e denaro, erano caratterizzate dalla meticolosa organizzazione; Monzino «era solito organizzarle di persona, studiandone nei minimi dettagli problemi di logistica ed equipaggiamento».

## Riconoscimenti
Gli è stato dedicato un asteroide, 31244 Guidomonzino .

## Le spedizioni

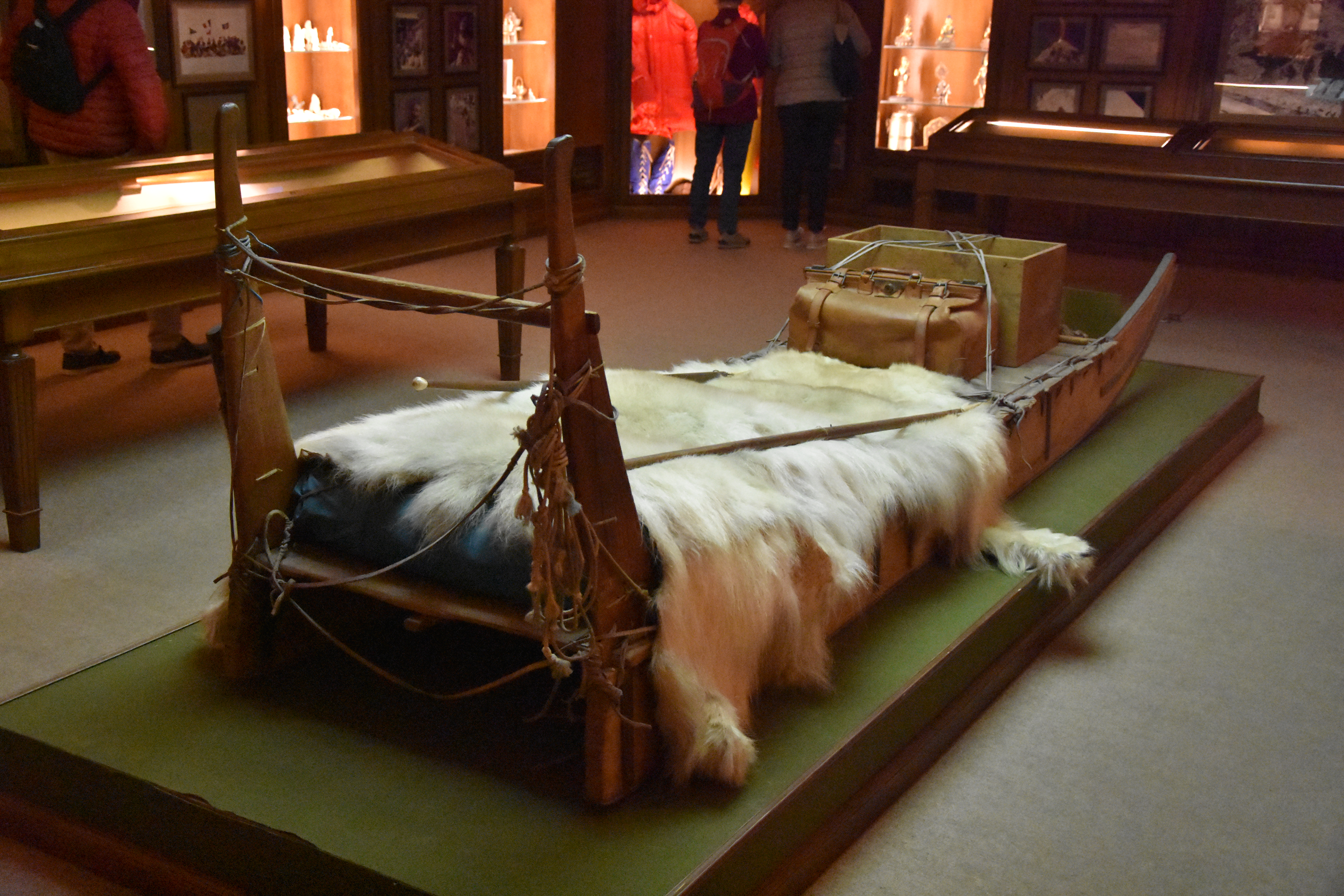
Una delle otto slitte utilizzate durante la spedizione al Polo Nord, conservata a Villa del Balbianello.

- 1955: Africa Occidentale: Senegal - Guinea - Costa d'Avorio
- 1956: Grandes Murailles: Alpi occidentali italiane e svizzere
- 1957-58: Cerro Paine Grande ed alle Torri del Paine: Ande patagoniche
- 1959: Kanjut Sar grande Karakorum
- 1959-60: Kilimanjaro: Africa equatoriale
- 1960: 66º parallelo: Groenlandia occidentale
- 1960-61: Monte Kenya: Africa equatoriale
- 1961: 74º parallelo: Groenlandia occidentale
- 1961-62: Ruwenzori: Africa equatoriale
- 1962: 72º parallelo con slitte: Groenlandia occidentale
- 1962: 77º parallelo: Groenlandia occidentale
- 1963: 1ª Spedizione alle Alpi Stauning: Groenlandia orientale
- 1963-64: Tibesti: Africa Sahariana
- 1964: 2ª Spedizione alle Alpi Stauning: Groenlandia orientale
- 1964-65: monti dell'Hoggar: Sahara centrale.
- 1968: 2ª Spedizione nautica Groenlandia orientale
- 1969: Jacobshavn-Qânâq con slitte: Groenlandia occidentale
- 1970: Qânâq-Cape Columbia
- 1970: Spedizione nautica Groenlandia occidentale
- 1971: Spedizione italiana al Polo Nord con slitte e cani[13]
- 1973: Spedizione italiana all'Everest Himalaya, Nepal.